# Мизен
Мизен в древногръцката митология е син на Еол.
Герой е на Вергилий от неговата поема „Енеида“. Той е другар на Хектор и след неговата смърт става тръбач на Еней. Мизен предизвикал боговете на музикално състезание и за своето безочие е удавен от Тритон. Тялото на Мизен било изгорено на северния нос на Неаполитанския залив и този нос оттогава започнал да се нарича Мизен (сега Капо Мизено). Плиний Стари бил на Мизен по време на изригването на Везувий.